# 윌리엄 허드슨 (배우)

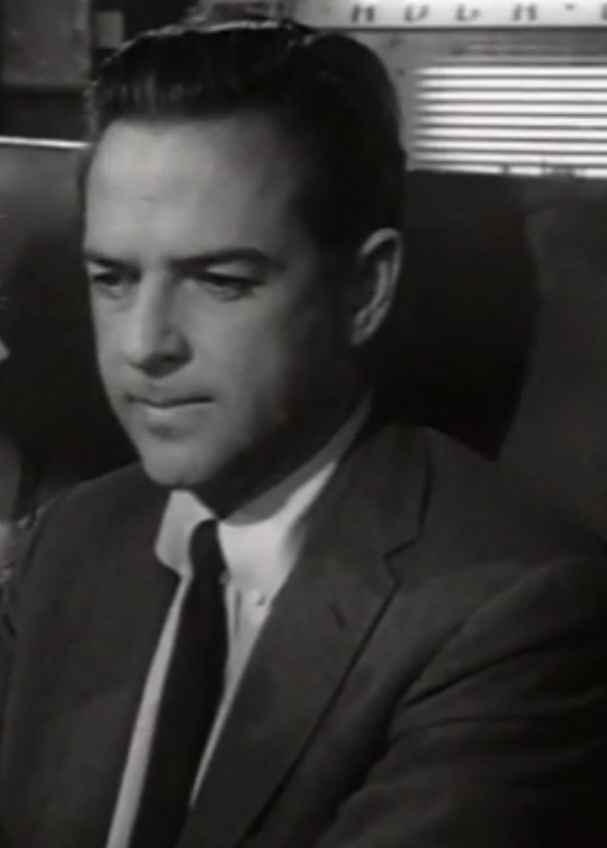

윌리엄 허드슨(William Hudson, 1925년 1월 24일 ~ 1974년 4월 5일)은 미국의 배우, 텔레비전 배우이다.
길로이에서 태어났으며 우들랜드힐스에서 사망하였다. 사인은 간경변이다.

## 영화
- 해저 여행 (1964년)
- 마이 식스 러브스 (1963년)
- 벨스 아 링잉 (1960년)
- 선셋 77번가 (1958년)
- 거인 전쟁 (1958년)
- 50피트 우먼 (1958년)
- 놀랍도록 거대한 남자 (1957년)
- 마이 맨 갓프리 (1957년)
- 전송가 (1957년)
- 쉬 크리처 (1956년)
- 록키 존스, 스페이스 레인저 (1954년)
- 비상착륙 (1954년)
- 스타리프트 (1951년)
- 러버 컴 백 (1946년)
- 오브젝티브 버마 (1945년)